# Рябина обыкновенная
Ряби́на обыкнове́нная (лат. Sórbus aucupária) — дерево, вид рода Рябина (Sorbus) семейства Розовые (Rosaceae). Широко распространённое плодовое дерево, заметное своими яркими плодами, остающимися на ветвях до глубокой осени и даже иногда на всю зиму.

## Название
Латинский видовой эпитет aucuparia происходит от лат. avis — птица и capere — привлекать, ловить, получать. Это связано с тем, что плоды привлекательны для птиц и использовались в качестве приманки для их ловли.

## Ботаническое описание

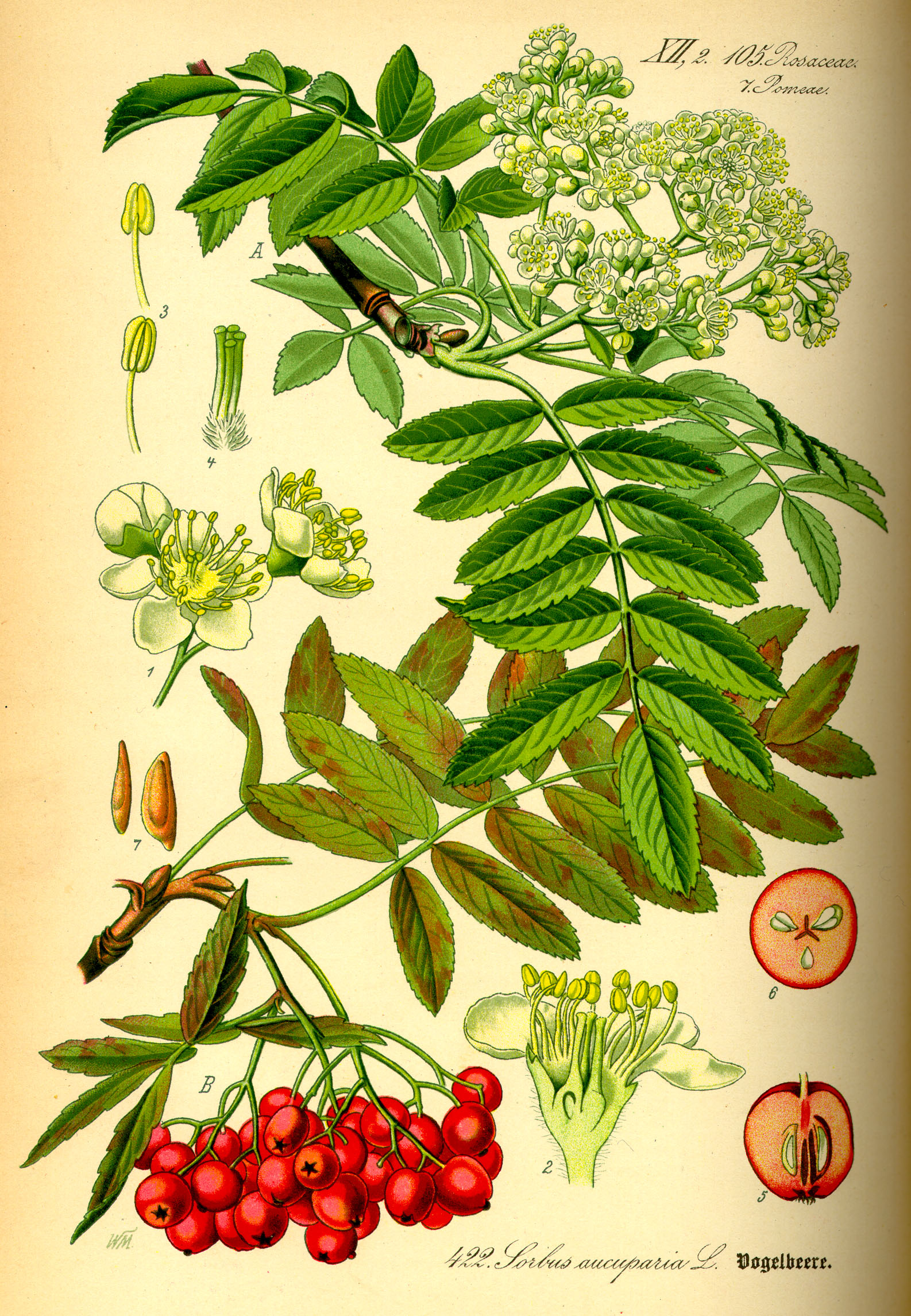
Ботаническая иллюстрация из книги О. В. Томе
Flora von Deutschland, Österreich und der Schweiz, 1885

Дерево. Достигает 12 м высоты (обычно 5—10 м). Крона округлая, ажурная (достигает более 5,5 м в ширину).
Побеги голые, красновато-бурые, покрыты блестящей сероватого цвета плёнкой, легко стирающейся. Молодые побеги серовато-красные, опушены. Кора взрослых деревьев гладкая светло-серо-коричневая или жёлто-серая, блестящая.
Почки войлочно-пушистые. Конечные почки конусовидные, до 18 мм длины и 5 мм толщины.
Листья до 20 см длиной, очерёдные, непарноперистосложные, состоят из 7—15 почти сидячих ланцетных или вытянутых, заострённых, зубчатых по краю листочков, цельнокрайных в нижней части и пильчатых в верхней, сверху зелёных, обычно матовых, снизу заметно более бледных, опушённых. Осенью листья окрашиваются в золотистые и красные тона.
Цветки пятичленные многочисленные, собранные в густые щитковидные соцветия диаметром до 10 см на концах укороченных побегов. Цветоложе урноподобной формы — чашечка из пяти широкотреугольных реснитчатых чашелистиков. Венчик белый (0,8—1,5 см в диаметре), лепестков пять, тычинок много, пестик один, столбиков три, завязь нижняя. При цветении источается неприятный запах (причиной тому газ триметиламин). Цветёт в мае — июне.
Плоды — шаровидные сочные оранжево-красные яблочки (около 1 см в поперечнике) с мелкими округлыми по краю семенами. В Подмосковье плоды созревают в конце августа — сентябре и висят зрелыми до зимы, околоплодник сочный.
Плодоносит ежегодно; обильно — через 1—2 года. Урожайность по Г. К. Незабудкину, на 1 га при наличии 135 экз. 20 лет составляет 282 кг.
| Лист. Адаксиальная сторона | Лист. Абаксиальная сторона | Лист. Осенняя окраска | Gymnosporangium tremelloides на листочке рябины |

| Соцветие | Цветение | Почка (увеличено) | Плоды |

## Распространение и экология
Ареал — почти вся Европа, Кавказ, Передняя Азия; доходит до Крайнего Севера, а в горах поднимается до самой границы растительности, где становится уже кустарником.
Интродуцирована повсюду в мире в зоне умеренного климата.
Растёт отдельными экземплярами, не образуя сплошных зарослей, в подлеске или втором ярусе хвойных, смешанных, изредка лиственных лесов, на лесных полянах и опушках, между кустарниками.
Тенелюбивое и зимостойкое растение.
Жизненная форма (по Раункиеру): фанерофит.

## Значение и применение

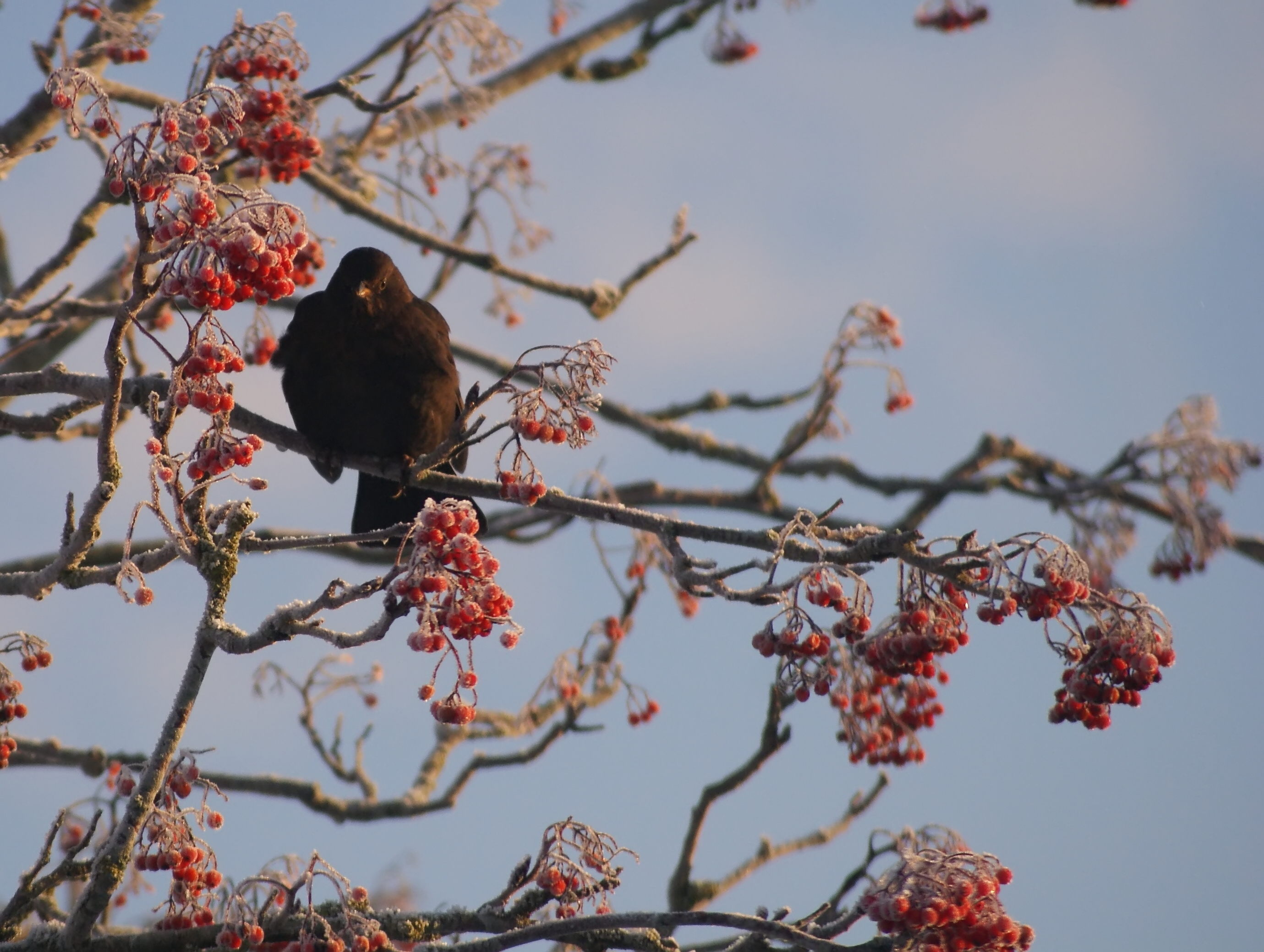
Чёрный дрозд (Turdus merula) в холодный день (около −8 °C) на рябине обыкновенной. Недалеко от Виборга в Дании. Чёрный дрозд защищает ягоды от стаи рябинников, которые кружат вокруг.

Имеет пищевое, медоносное, медицинское, декоративное, фитомелиоративное и другие значения.
Плоды рябины богаты витамином C (до 160 мг%) и каротином (до 56 мг%). Плоды содержат сахар (до 5 %), яблочную, лимонную, винную и янтарную кислоты (2,5 %), дубильные (0,5 %) и пектиновые (0,5 %) вещества, сорбит и сорбозу, аминокислоты, эфирные масла, соли калия, кальция, магния, натрия, а также каротиноиды (до 20 мг %), аскорбиновую кислоту (до 200 мг %), флавоноиды, тритерпеновые соединения, горькие вещества, сорбиновую кислоту.
Листья, почки и нераспустившиеся соцветия охотно поедаются северным оленем (Rangifer tarandus Linnaeus). На Алтае отмечено поедание алтайским маралом (Cervus elaphus sibiricus Severtzow). Листья и побеги часто поедаются европейским лосём (Alces alces Linnaeus). Другими видами скота поедается слабо и главным образом листья осенью. Из листьев получается хорошее древесное сено. Плоды поедаются домашней птицей.
Кора рябины может применяться в качестве дубильного сырья.

### Пищевое применение
Плоды из-за горечи в свежем виде практически не употребляют в пищу, чаще — после морозов, когда они теряют горечь. Их используют главным образом для переработки. Они — прекрасное сырьё для ликёро-водочной (горькие настойки, в том числе рябиновка и «Рябина на коньяке») и кондитерской промышленности, производства безалкогольных напитков. При консервировании из них готовят желе, конфеты типа «рябина в сахаре», повидло, мармелад, варенье, пастилу. Плоды сушат, и из них производят «плодовые порошки» и муку.

### Медицинское применение
Плоды используют в медицине в качестве поливитаминного средства и каротиносодержащего сырья.
В качестве лекарственного сырья используют плоды рябины (лат. Fructus Sorbi), которые заготавливают зрелыми в августе — октябре до заморозков, сушат в сушилках при 60—80 °С или в хорошо проветриваемых помещениях, расстилая тонким слоем на ткани или бумаге.

### Медонос
Рябина — среднепродуктивный весенний медонос, даёт пчёлам нектар и пыльцу; нектаропродуктивность — до 30—40 кг с гектара насаждений. Мёд из рябины красноват и крупнозернист, с сильным ароматом.

### Декоративное растениеводство

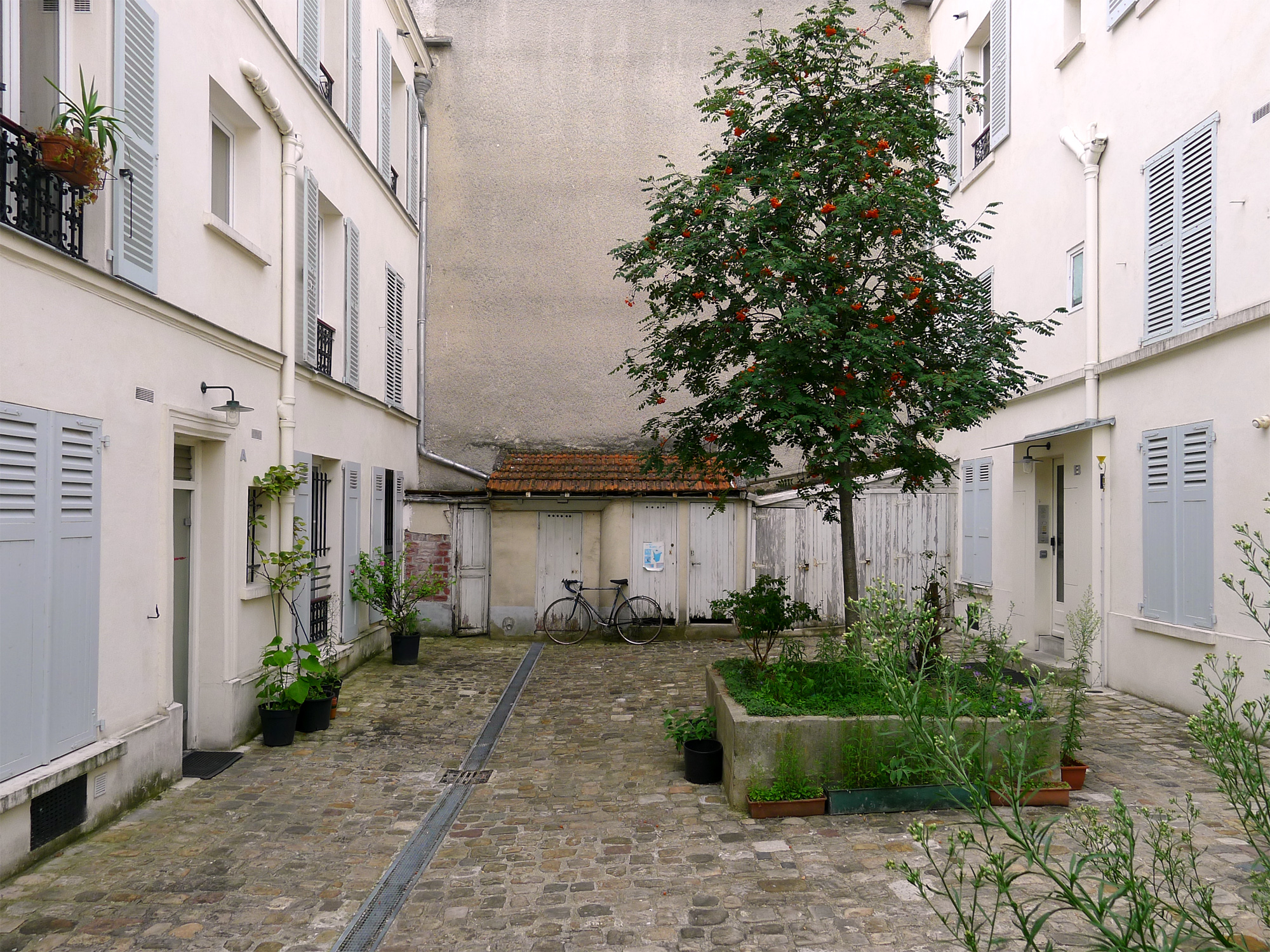
Пассаж Буатон, XIII округ Парижа

Рябина широко применяется в декоративном садоводстве и озеленении и повсеместно разводится. Декоративна в течение всего года, особенно во время цветения и в осенней окраске. Имеет множество садовых форм, в том числе плакучую, узкопирамидальную, жёлтоплодную, с перисто-лопастными листочками и др.

### Древесина
Рябина имеет дробнопористую красноватую древесину, из которой делают токарные изделия, украшения, мебель.
Ядровая порода с широкой красновато-белой заболонью и красновато-коричневым ядром, едва видными на радиальном разрезе сердцевинными лучами. Мелкие сосуды и хорошо заметные годовые кольца.
По механическим свойствам рябина несколько уступает древесине бука и близка к древесине яблони. Благодаря своим свойствам древесина рябины нашла применение в художественно-декоративных изделиях. Её легко обрабатывать, она хорошо поддаётся окраске, позволяет выполнять довольно тонкую резьбу. Плотность рябиновой древесины колеблется от 550 до 740 кг на кубический метр. При этом рябина является довольно твёрдой породой, показатель твёрдости по Бринеллю равен 3 НВ. Рябина хорошо окрашивается, поддаётся шлифовке и полировке. Полированная рябина обладает характерным блеском. В прошлом широко использовалась столярами, изготовителями карет, резчиками. Сегодня используется в производстве различной домашней утвари, посуды, рукоятей инструментов.
Для изготовления изделий используется исключительно сухая рябина. Сушку свежесрубленной рябины следует осуществлять с особой осторожностью, при поспешной сушке древесина покрывается сетью трещин.
В результате скрещивания рябины обыкновенной с боярышником и мушмулой, с другими видами рябины, а также путём отбора из дикорастущих рябин получены несколько гибридов и сортов с примечательными хозяйственными качествами.

## Селекция

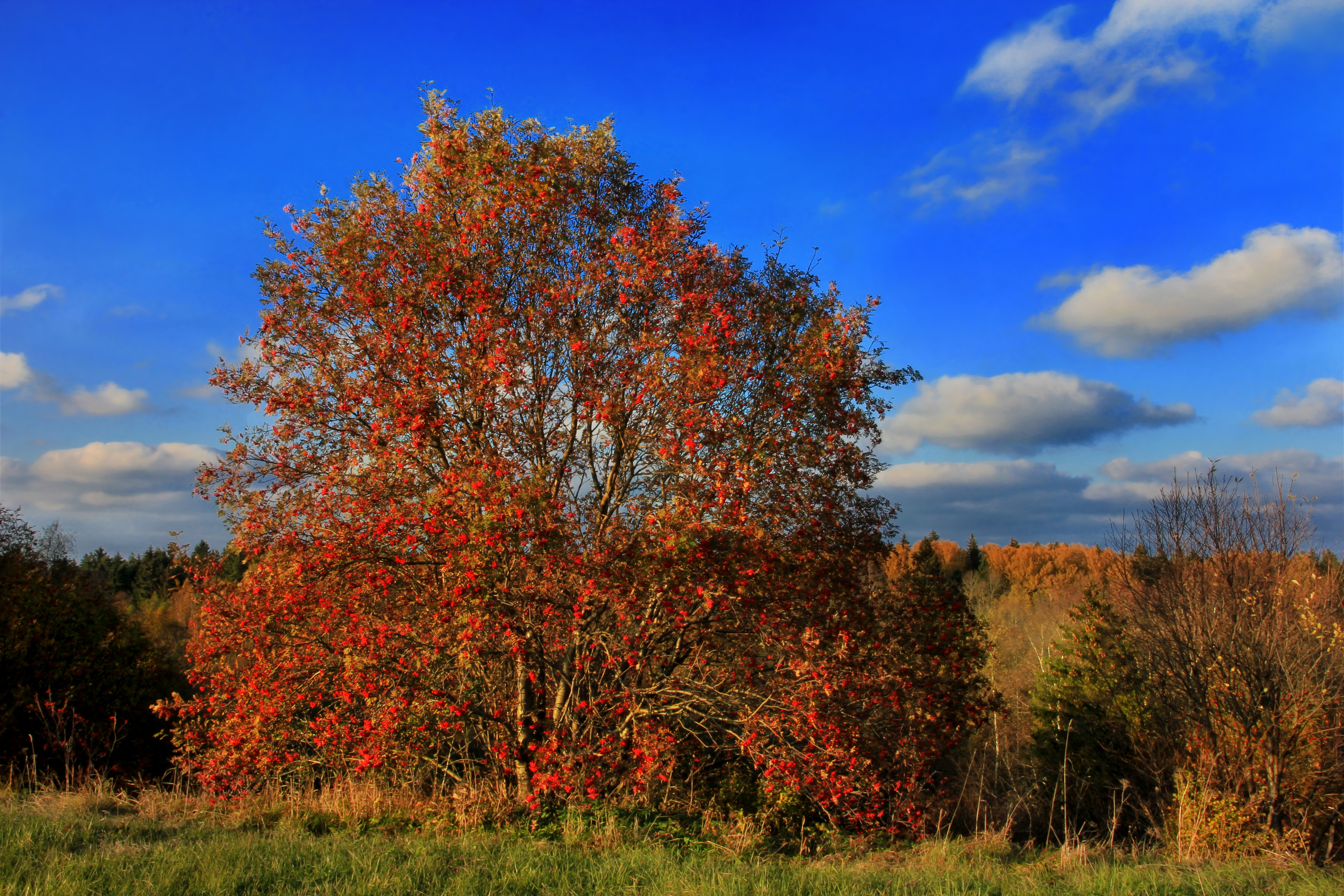
Рябина осенью

Рябина обыкновенная обладает плодами горького вкуса, что снижает их пищевую ценность. Только в XIX веке были выделены мутантные формы с лишёнными горечи плодами. Сорт 'Edulis', был первоначально найден в 1810 году в горах Альтватер вблизи горы Шпорнхау. Позже в 1899 году была обнаружена другая форма с негорькими плодами, получившая название 'Beissneri'.
За двухсотлетнюю историю получено множество семенных потомств этих рябин, объединённых в моравскую сортогруппу. Отбор среди сеянцев вёлся на увеличение массы плодов. Наиболее крупноплодные и урожайные формы были закреплены путём вегетативного размножения. Размножение двух форм — 'Rossica' и 'Rossica Major' — было начато немецкой фирмой Шпета в 1898 и 1903 годах. Они имели плоды примерно в полтора раза крупнее, чем у первоначальных форм моравской рябины. Позже другие крупноплодные сорта моравской сортогруппы были получены в Германии в Институте селекции плодовых культур Дрезден-Пильниц и в Плодово-ягодном институте в Драждянах в Чехии.
В России негорькие формы рябины обыкновенной были обнаружены в селе Невежино Небыловского района Владимирской области, откуда они широко распространились по центру России. Путём народной селекции был отобран ряд сортов впоследствии зарегистрированных под названиями 'Кубовая', 'Жёлтая', 'Красная'. Разнообразие форм обусловлено как семенным размножением, так и отбором почковых мутаций. Несколько перспективных сортов невежинской сортогруппы были зарегистрированы советским помологом Е. М. Петровым. Позже он продолжил селекционную работу с рябиной и получил ряд гибридов от скрещивания моравской и невежинской рябины друг с другом и мичуринскими сортами.
Исключительно важную роль в совершенствовании сортимента рябины сыграл российский селекционер И. В. Мичурин. В качестве основного объекта работы он использовал обычную горькую рябину обыкновенную, которую скрещивал с аронией черноплодной, рябиной глоговиной, яблоней, грушей, боярышником и мушмулой.
В дальнейшем работы по селекции рябины продолжались в г. Мичуринске в ВНИИГ и СПР. Там были созданы сорта 'Бусинка', 'Вефед', 'Дочь Кубовой', 'Сорбинка', являющиеся результатом скрещивания невежинской и моравской рябины.
Селекционная работа с рябиной проводилась также в ВИРе и других российских учреждениях.

## Сорта

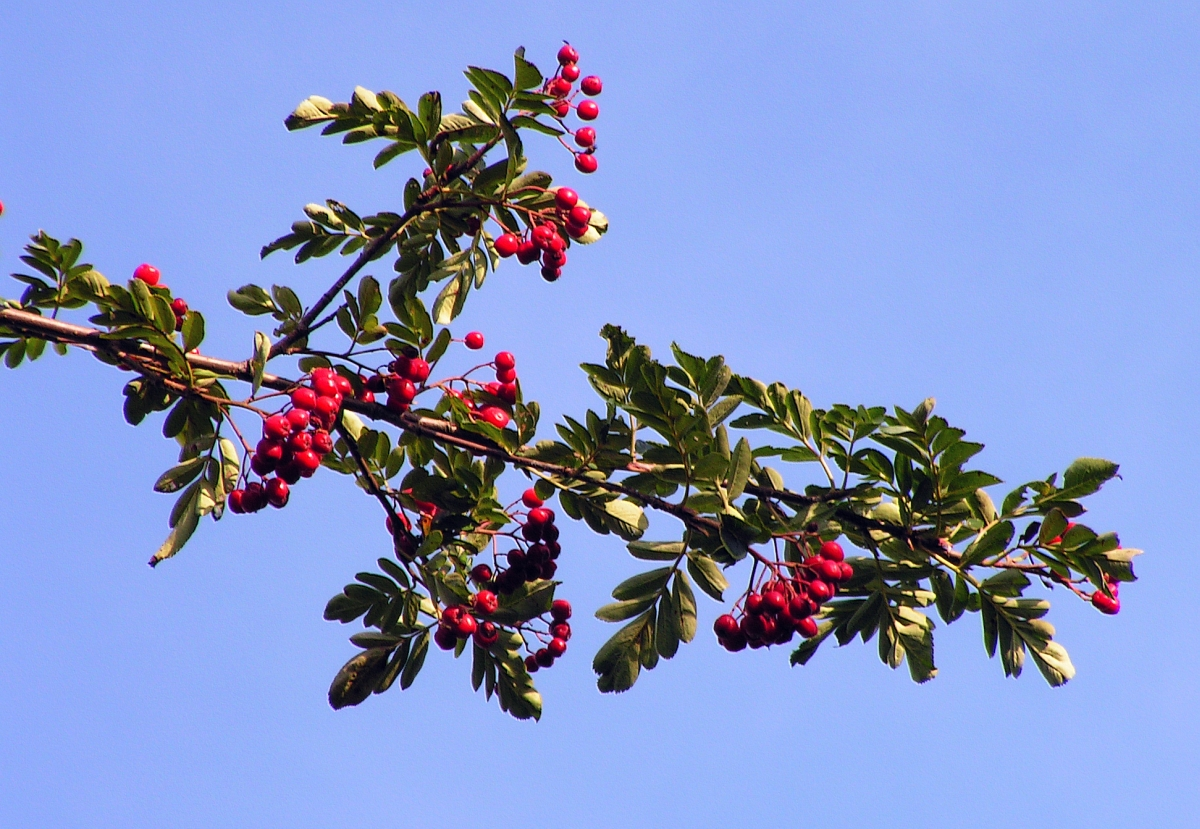
Невежинская рябина с плодами

Помологи делят сорта рябины обыкновенной на два сортотипа: моравская и невежинская. К первому сортотипу относятся сорта центральноевропейского происхождения: 'Beissneri', 'Konzentra', 'Моравская', 'Rosina', 'Edulis', ко второму — сорта восточноевропейского происхождения: 'Жёлтая', 'Красная', 'Кубовая', 'Невежинская', 'Сахарная'.
Сорта 'Rossica' и 'Rossica Major', которые были интродуцированы немецкой фирмой Шпета на рубеже XIX—XX веков из-под Киева, могут быть потомками моравской рябины, которую в то время широко культивировали на Украине.
Новые сорта российской селекции происходят как от невежинской, так и от моравской рябины.
Существует неразбериха с сортами селекции И. В. Мичурина. Некоторые сорта утеряны, а такие как 'Ликёрная', 'Бурка', 'Титан', 'Гранатная' практически неразличимы. Также подвергается сомнению использование мушмулы при создании сорта 'Мичуринская десертная'.
Для уточнения происхождения мичуринских сортов требуются современные методы генетического анализа.
- 'Apricot Lady' (syn. 'Эйприкот Лейди')
 — декоративный сорт британского происхождения, отличается оранжево-жёлтыми плодами и красивой осенней окраской листвы[17]
- 'Asplenifolia' (syn. 'Аспленифолия', 'Laciniata', 'Лациниата')
 — декоративный сорт. Известна с 1899 г. выведена в Богемии. Отличительная особенность: листья тёмно-зелёные, густо опушённы снизу, листочки глубокопильчатые ювенильного типа. Крупные красные плоды, собранные в плотные кисти, обладают высоким содержанием витамина С. Осенняя окраска листьев — красно-желтая или оранжевая[17][18]
- 'Beissneri'|'Beissneri' (syn. 'Байснер', 'Dulcis Laciniata') — плодовый сорт[15]
- 'Dirkenii' (syn. 'Диркен') 
 — декоративный сорт голландского происхождения, отличается золотисто-жёлтыми, позднее зеленеющими листьями[17]
- 'Edulis' (syn. 'Эдулис', 'Dulcis', 'Moravica', 'Дульцис', 'Моравика') — плодовый сорт немецкого происхождения[15]
- 'Fastigiata' (syn. 'Pyramidalis', 'Фастигиата', 'Пирамидалис')). Впервые был выращен в Голландии 1880 г. Дерево с очень прямой кроной. Высотой до 5—7 м с крупными верхушечными почками, толстыми ветвями, крупными листьями тёмно-зелёной окраски, благодаря чему крона дерева очень плотная и густая. Листья более глянцевые, чем у вида. Плоды одиночные в широких соплодиях, красивого кораллового цвета. Достигают 12 мм в диаметре. Яркие плоды очень красиво сочетаются с темными листьями. Дерево растёт медленно[18].
- 'Joseph Rock'. Один из самых красивых желтоплодных сортов. Впервые была завезена из Китая в 1920 г. Джозефом Роком. Очень прямое дерево, в возрасте 20 лет высота 9 м. Листья перистые, около 6—15 см в длину, узко-продолговатые, остропильчатые, осенняя окраска красная, оранжевая или пурпурная. Плоды сливочно-желтые, позднее янтарно-желтые, съедобные, сохраняются на дереве до начала зимы[18].
- 'Konzentra' (syn. 'Концентра') — плодовый сорт немецкого происхождения[15]
- 'Nana' (syn. 'Нана') 
 — декоративный сорт, отличается кустовидной формой роста[17]
- 'Pendula' (syn. 'Пендуля', 'Плакучая') 
 — декоративный сорт, побеги изогнутые, при прививке на высоком штамбе образует плакучую форму кроны со свисающими ветвями[17]. Высота дерева зависит от места прививки[18].
- 'Pendula Variegata' (syn. 'Пендуля Вариегата') 
 — декоративный сорт, побеги изогнутые, при прививке на высоком штамбе образует плакучую форму кроны со свисающими ветвями, листья пёстрые[17]
- 'Rosina' (syn. 'Розина') — плодовый сорт немецкого происхождения[15]
- 'Rossica' (syn. 'Россика', 'Российская', 'Русская') — плодовый сорт[15]
- 'Rossica Major' (syn. 'Россика Майор', 'Российская крупноплодная', 'Русская крупноплодная') — плодовый сорт[15]. Впервые завезена в Европу Шпетом из России и с 1903 г. поставлена на размножение. Быстрорастущее дерево с прямой широкоовальной кроной. Плоды отличаются очень крупным размером, более 15 мм в диаметре, кислого, но не горького вкуса, с большим содержанием витамина С. В России идентична сорту 'Невежинская'. Дерево интересно ещё и тем, что листья сидят на достаточно ярких красных черешках. Используют для приготовления джемов и варений[18].
- 'Sheerwater Seedling' (syn. 'Шируотер Сидлинг')
 — декоративный сорт британского происхождения с направленными вверх ветвями, формирующими узкую крону[17]. Согласно другому источнику: обнаружена в 1950 г. Обладает округлой кроной высотой до 10-12 метров при ширине — 4-5 метров. Сорт обладает ароматными небольшими плодами, созревающими в июле-августе. Слабо пахнущие цветки собраны в большие соцветия[18].
- 'Variegata' (syn. 'Вариегата') 
 — декоративный сорт, листья жёлто-пёстрые[17]
- 'Wettra' (syn. 'Ветра'). Мощное вертикальное дерево до 10-12 м. Плодоношение обильное, окраска красивых плодов изменяется от оранжево-красных до красных[18].
- 'Xanthocarpa' (syn. 'Fifiana', 'Fructu Luteo', 'Ксантокарпа')[17]. Известна с 1821 г. Дерево высотой до 6-10 метров. От вида отличается ярко-желтыми или оранжевыми плодами, которые несъедобны. Хорошо растет на легких песчаных почвах. Осенняя окраска листа — от жёлтой до красной. Западные озеленители рекомендуют её как очень хорошее растение для ограждения частных участков: опавшие плоды не создают грязи[18].
- 'Алая Крупная' (syn. 'Элита № 10') — плодовый сорт[15]
- 'Ангри' — плодовый сорт[15]
- 'Бурка' — межвидовой гибрид, полученный И. В. Мичуриным в 1918 г. при скрещивании рябины альпийской и лесной. Плоды красно-бурого цвета, сладкие, по размеру вдвое крупнее плодов обыкновенной лесной рябины. Дерево 1,5—2 м высоты, морозостойкость высокая[19].
- 'Бусинка' — плодовый сорт[15]
- 'Вефед' — плодовый сорт[15]
- 'Всеслава' — плодовый сорт[15]
- 'Гранатная' (syn. 'Ivan’s Belle') — межродовой гибрид, созданный И. В. Мичуриным в 1926 г. в результате скрещивания рябины лесной с сибирским боярышником. Деревце среднего роста с непарными секциями листа. Урожайность и морозостойкость высокие. Плоды крупные, величиной с вишню, граненой формы, гранатного цвета, за что сорт и получил название. Мякоть кисло-сладкая, без горечи, пригодна в кондитерском производстве[19].
- 'Дочь Кубовой' (syn. 'Солнечная') — плодовый сорт[15]
- 'Жёлтая' (syn. 'Невежинская Жёлтая', 'Пресная') — плодовый сорт Невежинской рябины российского происхождения[15]. Деревья мощные, но, в отличие от 'Кубовой', имеют более тонкие скелетные ветви. Морозостойкость и урожайность высокие. Плоды оранжево-жёлтые, высотой 9,5 мм, шириной — 10 мм. На вкус кисловато-сладкие, менее сочные, чем у 'Кубовой'. Применяются преимущественно для переработки. Поспевают в первой половине сентября; при низких температурах могут храниться до апреля[19].
- 'Красавица' — плодовый сорт[15]
- 'Красная' (syn. 'Невежинская Красная') — плодовый сорт Невежинской рябины российского происхождения[15]. Встречается значительно реже, чем первые 'Кубовая' и 'Жёлтая', но за высокую урожайность, морозостойкость и прекрасное качество плодов имеет перспективу широкого распространения. Деревья по внешнему виду такие же, как у сорта 'Жёлтая', но скелетные сучья более тонкие. Плоды крупные, ярко-красные, кисло-сладкие. Вкусовые достоинства плодов выше, чем у сорта 'Кубовая'[19].
- 'Крупноплодная' (syn. 'Невежинская Крупноплодная') — плодовый сорт[15]
- 'Кубовая' (syn. 'Невежинская Кубовая') — плодовый сорт Невежинской рябины российского происхождения[15]. Является наиболее распространённым сортом Невежинской рябины. Отличается высокой морозостойкостью, большой урожайностью и превосходным качеством плодов. Плоды крупные (высота 12 мм, ширина 10 мм), пятигранные, красные, на вкус кисло-сладкие, без горечи. Пригодны для употребления в свежем виде и для переработки. Созревают в первой половине сентября. При температуре 0—2°С могут храниться до апреля[19].
- 'Ликёрная' (syn. 'Ivan’s Beauty') — сорт получен И. В. Мичуриным в 1905 г. в результате скрещивания Рябины лесной и черноплодной. Дерево 1,5—2 м высоты, с непарными тёмно-зелёными листьями. Плоды чёрные, сладкие, ценны для технической переработки[19].
- 'Мичуринская Десертная' (syn. 'Десертная') — плодовый сорт[15]
- 'Моравская Урожайная' — плодовый сорт[15]
- 'Моравская' — плодовый сорт[15]
- 'Невежинская'. Форма роста: многоствольное дерево, в 40-летнем возрасте около 5 м высоты. Крона, в зависимости от густоты посадки, округлая или пирамидальная, диаметром до 7,5 м. Отличается высокой морозостойкостью и ежегодной урожайностью. Размножается корневой порослью, отводками и прививкой. Корнесобственные растения при вегетативном размножении вступают в плодоношение на 5—7-й год, привитые на лесной рябине — на 3—5-й год. Плодоносит на плодовых прутиках и кольчатках. Корневая система в основном залегает в поверхностном горизонте почвы. Выделяют три возрастных периода роста и плодоношения. Первый период от 1 до 25—30 лет характеризуется усиленным образованием надземных частей, формированием кроны. В это же время начинается плодоношение. Второй период (30—45 лет) характеризуется более обильным и регулярным плодоношением. Корневая система и надземные части растения в это время достигают наибольшего размера. Третий период (45—60 лет). Старение дерева: в большом количестве отмирают крупные скелетные сучья, резко падает прирост вегетативных частей и снижается урожай[19].
- 'Рубиновая' — плодовый сорт[15]
- 'Сахарная' (syn. 'Невежинская Сахарная') — плодовый сорт российского происхождения, отобран Е. М. Петровым[15]. Содержит до 13,1 % сахара и 1,65 % кислоты[19].
- 'Сорбинка' — плодовый сорт[15]
- 'Титан' — плодовый сорт[15].

## В культуре

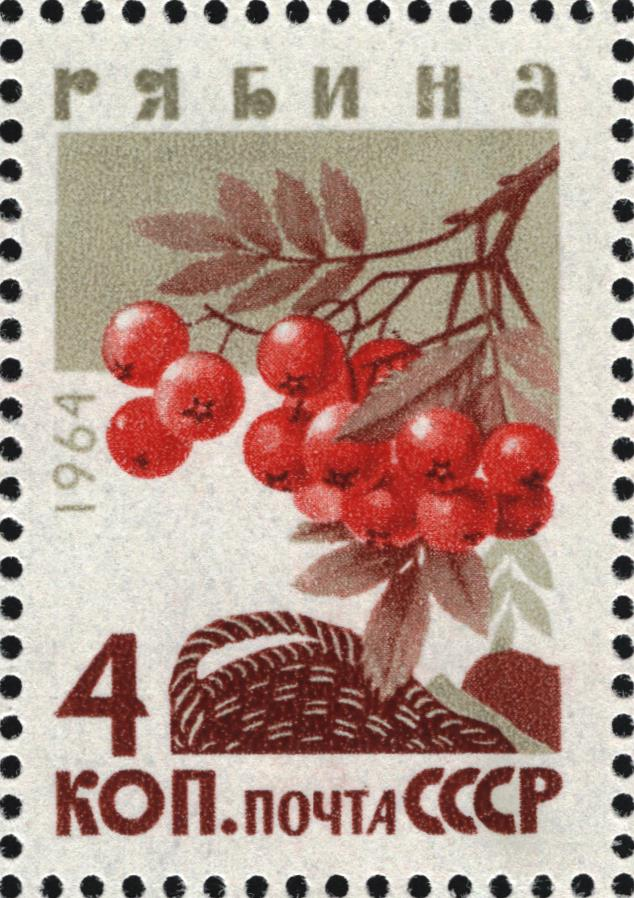
Почтовая марка, 1964 год

- Образ рябины фигурирует во многих русских стихах и песнях.[источник не указан 166 дней]
- Композиции из гроздьев и пожелтевших листьев рябины обыкновенной являются одним из мотивов лаковой живописи нижнетагильских подносов.[значимость факта?]

## Классификация

### Таксономия
- Sorbus aucuparia L., 1753, Sp. Pl. : 477

Вид Рябина обыкновенная включается в род Рябина (Sorbus) семейства Розовые (Rosaceae) порядка Розоцветные (Rosales), последовательно входящего в более крупные клады Фабиды → Розиды → Суперрозиды → Эвдикоты → Цветковые растения. Таксономическая схема в соответствии с Системой APG IV по состоянию на июнь 2024 года:
|  |                          |  |                                   |                                   |                   |  | еще 8 семейств | еще 8 семейств |                         |  |                         |  | 111 подтвержденных вида и 197 видов, ожидающих подтверждения | 111 подтвержденных вида и 197 видов, ожидающих подтверждения |  |
|  |                          |  |                                   |                                   |                   |  | еще 8 семейств | еще 8 семейств |                         |  |                         |  | 111 подтвержденных вида и 197 видов, ожидающих подтверждения | 111 подтвержденных вида и 197 видов, ожидающих подтверждения |  |
|  |                          |  |                                   | порядок Розоцветные               |                   |  |                |                | род Рябина              |  |                         |  |                                                              |                                                              |  |
|  |                          |  |                                   | порядок Розоцветные               |                   |  |                |                | род Рябина              |  | 4 внутривидовых таксона |  |                                                              |                                                              |  |
|  | клада Цветковые растения |  |                                   |                                   | семейство Розовые |  |                |                | вид Рябина обыкновенная |  |                         |  |                                                              |                                                              |  |
|  | клада Цветковые растения |  |                                   |                                   |                   |  |                |                |                         |  |                         |  |                                                              |                                                              |  |
|  |                          |  | ещё 63 порядка цветковых растений | ещё 63 порядка цветковых растений |                   |  |                | еще 116 родов  | еще 116 родов           |  |                         |  |                                                              |                                                              |  |
|  |                          |  |                                   | ещё 63 порядка цветковых растений |                   |  |                |                | еще 116 родов           |  |                         |  |                                                              |                                                              |  |

### Внутривидовые таксоны
- Sorbus aucuparia subsp. aucuparia
- Sorbus aucuparia subsp. glabrata (Wimm. & Grab.) Hedl.
- Sorbus aucuparia subsp. pohuashanensis (Hance) McAll.
- Sorbus aucuparia subsp. praemorsa (Guss.) Nyman

### Синонимы
- Aucuparia pinnata Fourr.
- Aucuparia sylvestris Medik.
- Crataegus aucuparia (L.) Salisb.
- Mespilus aucuparia (L.) Scop.
- Pyrenia aucuparia (L.) Clairv.
- Pyrus aucuparia (L.) Gaertn.
- Pyrus aucuparia subsp. aucuparia
- Pyrus aucuparia var. typica (C.K.Schneid.) Asch. & Graebn.
- Sorbus aucuparia subsp. euaucuparia Briq.
- Sorbus aucuparia unr. typica Beck
- Sorbus aucuparia var. typica C.K.Schneid.
- Sorbus boissieri var. adsharica Sosn.
- Sorbus kamtschatcensis Komarov